# 藤田元春
藤田 元春（ふじた もとはる、1879年2月4日 - 1958年4月13日）は、地理学者。
京都府美山町の神官の家に生まれる。1900年京都府師範学校を卒業、教員となる。1916年京都帝国大学文学部史学科に選科生として入学、京都帝国大学卒。小川琢治、内藤湖南に学ぶ。1925年第三高等学校教授兼大阪高等学校教授。1944年定年退官、戦後は山梨大学教授、立命館大学教授。1947年「日支交通の研究」で京都帝大文学博士。

## 著書
- 『西湖より包頭まで 支那研究』博多成象堂 1926
- 『日本民家史』刀江書院 1927
- 『尺度綜攷 尺度考、里程考、地割考、都城考』刀江書院 1929　のち臨川書店
- 『都市研究平安京変遷史』スズカケ出版部 1930
- 『国民世界地理』冨山房 1930－31
- 『日本地理学史』刀江書院 1932　のち原書房
- 『世界商業交通地理』中文館書店 1933
- 『新日本図帖 附・地名索引』刀江書院 1934
- 『受験学習外国地理の準備』東京駸々堂 1935
- 『受験学習日本歴史の準備 附・満洲国地理』東京駸々堂 1935
- 『満洲歴史地理』冨山房 1936
- 『支那研究北支中支の風物』成象堂 1938
- 『日支交通の研究 中近世篇』冨山房 1938
- 『支那精密大全圖 最新調査』編 駸々堂旅行案内部 1939
- 『大陸支那の現実』冨山房 1939
- 『受験学習東亜地理の準備』駸々堂書店 1940
- 『日鮮交通と古代の信仰』官幣大社八坂神社 1940　官幣大社八坂神社纂録
- 『伊能忠敬の測量日記』日本放送出版協会 ラジオ新書 1941
- 『近畿の山々と史蹟巡り』成象堂 1941
- 『上代日支交通史の研究』刀江書院 1943
- 『大東亜南方圏地図帖 附:地誌解説』日本統制地図 1944

## 注
1. ↑  日本人名大辞典